# Andy Melville
Andrew Roger "Andy" Melville (født 29. november 1968 i Swansea, Wales) er en walisisk tidligere fodboldspiller (forsvarer).
Efter at have startet sin karriere hos Swansea City i sin fødeby, spillede Melville resten af sin karriere i engelsk fodbold. Her spillede han blandt andet seks sæsoner hos Sunderland og fem hos Fulham. Han stoppede sin karriere i 2005.
Melville spillede desuden, over en periode på hele 15 år, 65 kampe for Wales' landshold.